# مأوى صخري

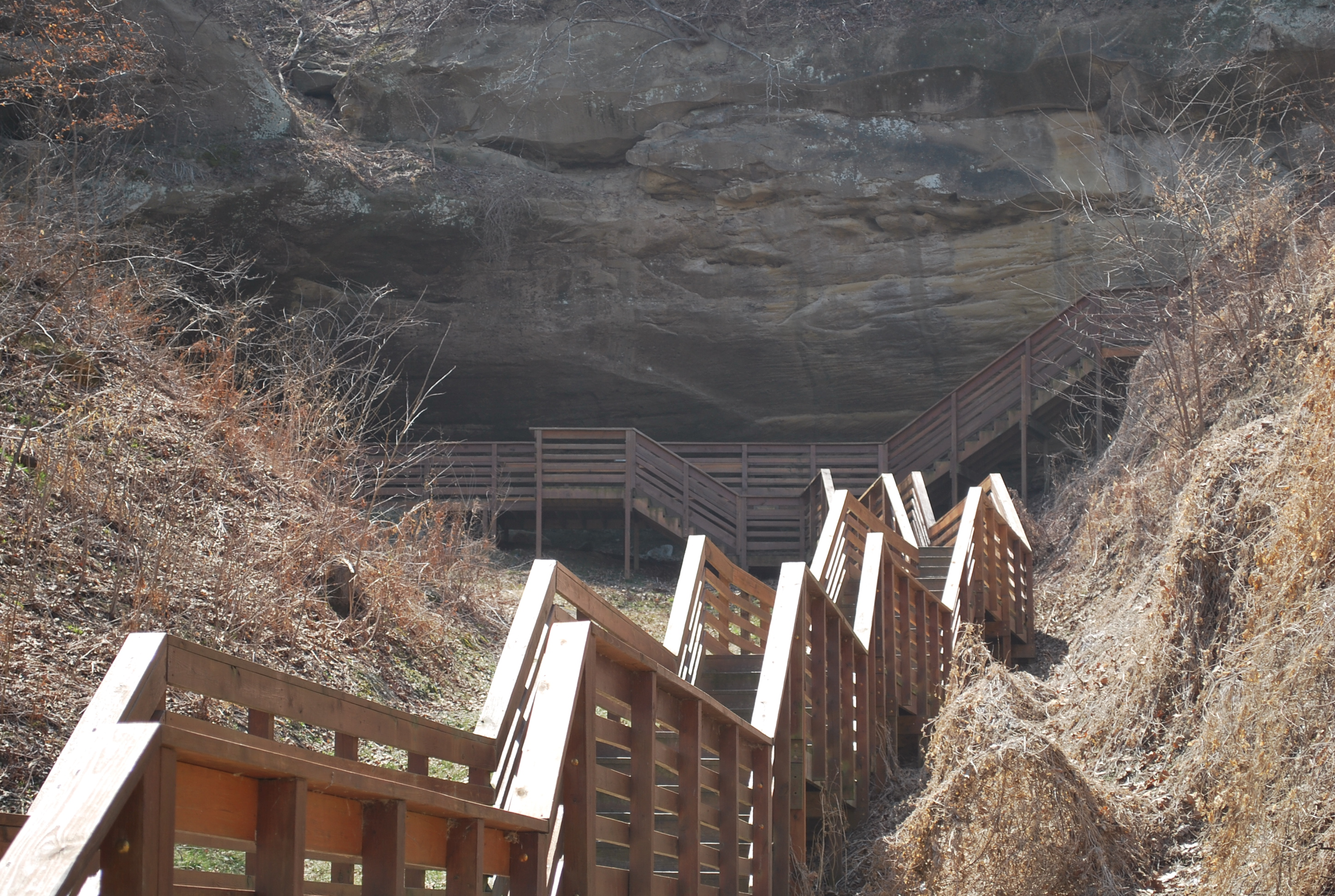
الملجأ الصخري الذي سمي به Indian Cave State Park.

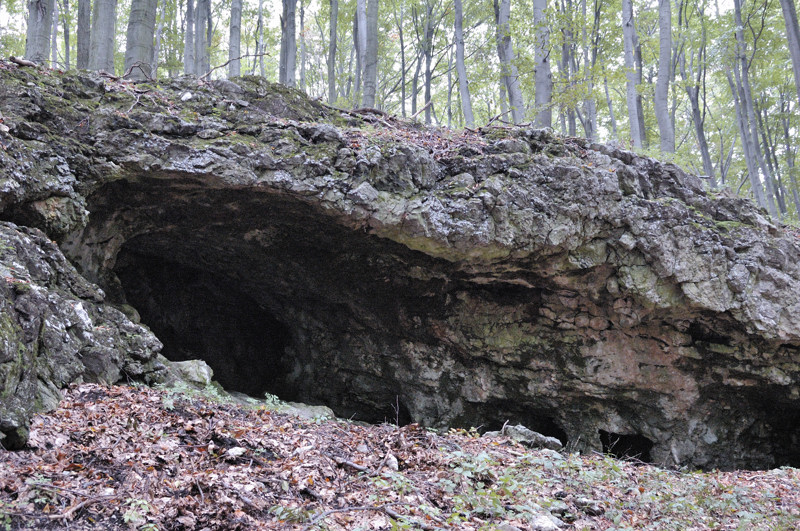
ملجأ صخري في منطقة الكارات الصغيرة

المأوى الصخري (أيضًا الصخرة أو الكهف الشفقي أو المأوى الخادع أو العبري ) هو فتحة ضحلة تشبه الكهف عند قاعدة المنحدر أو الجرف. على عكس الكهوف المنفردة (كاسرت )، والتي غالبًا ما تكون بطول عدة أميال، فإن الملاجئ الصخرية دائمًا ما متواضعة في الحجم والمدى.
تتشكل الملاجئ الصخرية لأن طبقة صخرية مثل الحجر الرملي المقاوم للتآكل والعوامل الجوية قد شكلت منحدر شديد، لكن طبقة أكثر ليونة، أكثر عرضة للتآكل والعوامل الجوية، تقع أسفل الطبقة المقاومة، وبالتالي تقوض الجرف.
في المناطق القاحلة، يمكن أن يكون تآكل الرياح (التعرية الإلية ) عاملاً مهمًا في تكوين الصخور. في معظم المناطق الرطبة، فإن العامل الأكثر أهمية في تكوين الصخور الصقيعية هو تشظ الصقيع، حيث يتم دفع الصخور الأكثر ليونة، والأكثر مسامية تحتها، وقطع صغيرة في كل مرة، عن طريق تمدد الصقيع من المياه المجمدة في المسام. نادرا ما يكون التآكل من نقل المياه عاملا مهما
تم العثور على العديد من الملاجئ الصخرية تحت الشلالات .

Rock shelter formation types
عن طريق التجوية الصقيع
عن طريق قطع معرض كارست
عن طريق تآكل النهر

## موطن الإنسان

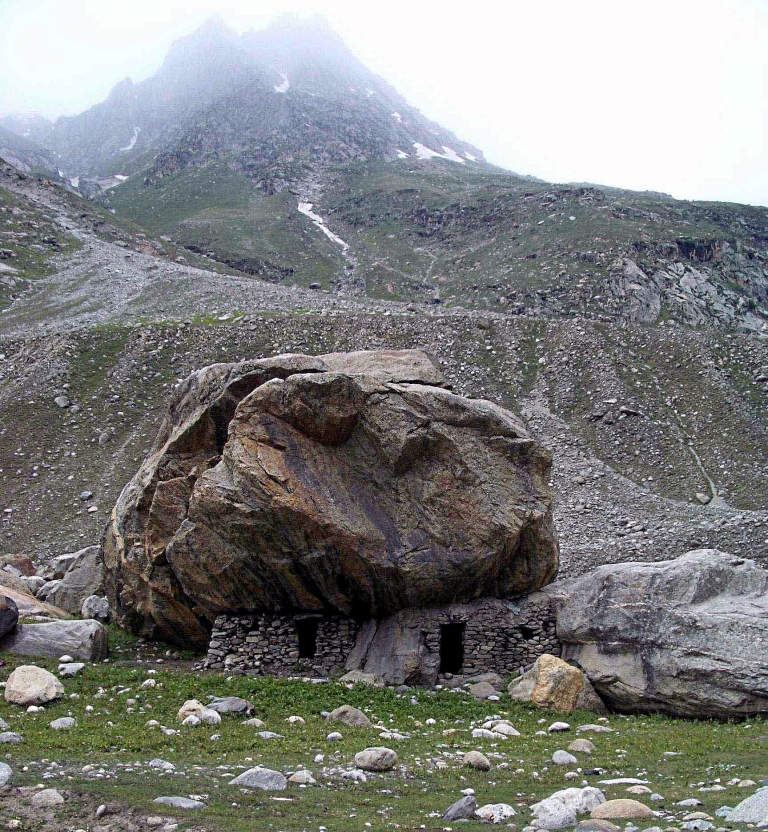
مأوى الرعاة الصخري في لأهول ، الهند

غالبًا ما تكون الملاجئ الصخرية مهمة من الناحية الأثرية. نظرًا لأن الملاجئ الصخرية تشكل ملاجئ طبيعية من الطقس، فقد استخدمها البشر في عصور ما قبل التاريخ غالبًا كأماكن للمعيشة، وتركوا وراءهم الحطام والأدوات والتحف الأخرى. في المناطق الجبلية، يمكن أن تكون الملاجئ مهمة أيضًا لمتسلقي الجبال.
الرحل البدو، والناس الذين ينتقلون مع مواشيهم - في كثير من الأحيان من انخفاض مساكن دائمة الشتاء في الوديان إلى المراعي الصيفية أعلى - في كثير من الأحيان بناء مخيمات شبه دائمة، في كثير من الأحيان من الصخور.
في غرب ولاية كنويتيك وشرق نيويورك، تُعرف العديد من الملاجئ الصخرية بالعامية «كهوف جلد الجلد» ،  حيث سكنها ليثرما على مدى ثلاثة عقود في أواخر القرن التاسع عشر.

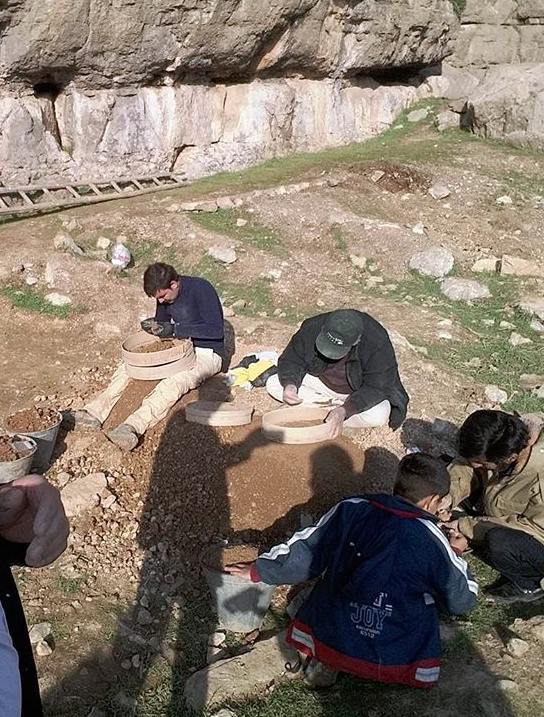
صخرة بابوا يوان ، غربلة الحفر المحفورة في موقع من العصر الحجري القديم في زاغ روس الإيرانية ، أبريل 2017

## نباتات فريدة من نوعها
(كمبر لاند ستي تشورت) هو نوع مهدد بالانقراض من النباتات التي وجدت فقط في الملاجئ الصخرية في ولاية كنتاكي وتنيسي.

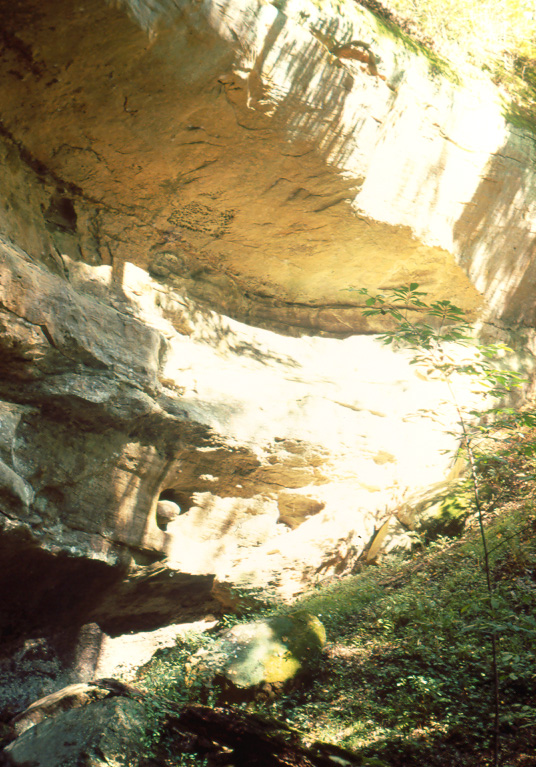
ملجأ صخري في ستراود ران ستيتن بارك

- ملاجئ بيمبيتكا الصخرية - أحد مواقع التراث العالمي لليونسكو في وسط الهند
- جاتكليف روكشيلتر
- مأوى كينلوك
- حديقة ميسا فيردي الوطنية
- العمارة
- روك أوسورسييروز
- سقيفة الصخور
- (شيلتر روك، نورث هيلز، نيويورك
- نصب الجوزكانيون الوطني